# Advanced Intrusion Detection Environment
Advanced Intrusion Detection Environment (AIDE, česky pokročilé prostředí pro detekci narušení bezpečnosti) byl vyvinut jako svobodná náhrada s licencí GNU General Public License (GPL) za systém Tripwire.
Primárními vývojáři jsou Rami Lehti a Pablo Virolainen z Technické univerzity ve finském Tampere a Richard van den Berg, nezávislý nizozemský bezpečnostní konzultant. Projekt se používá na mnoha unixových systémech jako nenáročný prostředek pro správu konfigurace a systém pro detekci rootkitů.

## Funkčnost
AIDE vytváří „snímek“ stavu systému, uchovává kontrolní součty, časy poslední změny a další data o souborech určených správcem systému. Výsledný „snímek“ se ukládá do databáze, která může být uchovávána na externím zařízení pro ochranu před neautorizovanými změnami.
Pro provedení testu integrity musí správce zpřístupnit dříve vytvořenou databázi a pomocí AIDE porovnat databázi s okamžitým stavem systému. Pokud v systému došlo ke změně mezi vytvořením snímku a testem, AIDE to oznámí správci. Alternativně lze AIDE zkonfigurovat např. pomocí cronu, aby se pravidelně (např. denně) spouštěl a oznamoval změny, což je implicitní chování balíčku AIDE v distribuci Debian.
To je užitečné především pro bezpečnostní účely, protože jakékoli úmyslné změny, ke kterým došlo v systému, budou oznámeny AIDE.